# Mátthêu Giả Ngạn Văn

Huy hiệu thời Giám mục

Mátthêu Giả Ngạn Văn (1925 – 2017, tiếng Anh: Matthew Kia Yen-wen, tiếng Trung:賈彥文) là một giám mục người Đài Loan của Giáo hội Công giáo Rôma. Ông từng đảm nhiệm chức vụ Tổng giám mục chính tòa Tổng giáo phận Đài Bắc từ năm 1978 đến năm 1989.

## Tiểu sử
Tổng giám mục Văn sinh ngày 17 tháng 1 năm 1925 tại Hà Bắc, miền Bắc Trung Quốc. Ngày 15 tháng 7 năm 1961, khi 26 tuổi, Phó tế Văn được phong chức linh mục, gia nhập linh mục đoàn của Giáo phận Đài Nam, Đài Loan.
Ngày 21 tháng 5 năm 1970, Tòa Thánh bổ nhiệm linh mục Văn trở thành Giám mục chính tòa Giáo phận Gia Nghĩa. Lễ Tấn phong cho vị tân chức diễn ra sau đó vào ngày 16 tháng 7 cùng năm. Chủ phong là Hồng y Phaolô Vu Bân – Tổng giám mục chính tòa Tổng giáo phận Nam Kinh, phụ phong có giám mục Stanislaô La Quang, Tổng giám mục Tổng giáo phận Đài Bắc và Tổng giám mục Giuse Quách Nhã Thạch, C.D.D. Bốn năm sau đó, ngày 14 tháng 12 năm 1974, Tòa Thánh thuyên chuyển giám mục Văn làm Giám mục chính tòa Giáo phận Hoa Liên, Đài Loan.
Sau đó bốn năm, Tòa Thánh tiếp tục bổ nhiệm ông làm Tổng giám mục chính tòa Tổng giáo phận Đài Bắc vào ngày 15 tháng 11 năm 1978. Ông phục vụ trên cương vị này đến khi từ nhiệm ở tuổi 64 vào ngày 11 tháng 2 năm 1989. Kế nhiệm ông là Tổng giám mục Giuse Địch Cương.
Ông qua đời ngày 22 tháng 8 năm 2017, thọ 92 tuổi.